# Fettflosse

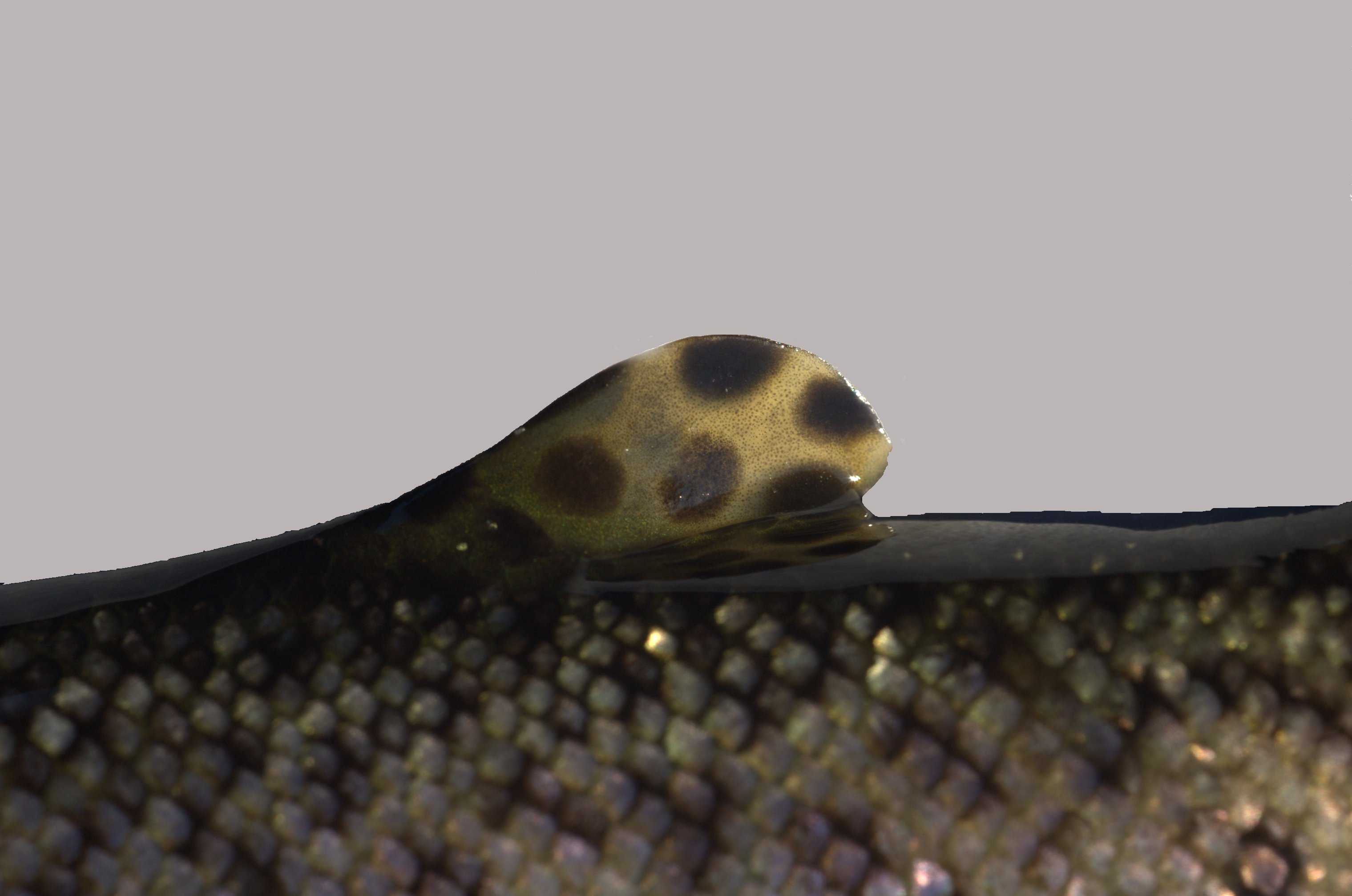
Fettflosse einer Regenbogenforelle (Oncorhynchus mykiss)

Die Fettflosse, Adipose ist ein flossenähnlicher Fortsatz (Flosse) von fleischiger Konsistenz zwischen Rücken- und Schwanzflosse bei einigen Ordnungen der Knochenfische. Sie ist zumeist ohne echte, knöcherne Flossenstrahlen aufgebaut, wird aber von Actinotricha (Flossenstrahlen in der embryonalen Phase) gestützt.
Der Name Fettflosse kann als irreführend bezeichnet werden. Histologische Untersuchungen haben zwar ergeben, dass Fettzellen vorhanden sind, allerdings einen so geringen Anteil haben, dass wohl eher die fleischige Form als das Vorhandensein von Fettzellen namensgebend waren. Bei Salmlern können auch gegliederte Flossenstrahlen vorhanden sein, bei der Welsgattung Synodontis Hartstrahlen oder Stachelstrahlen. Ihr deutscher wie auch ihr wissenschaftlicher Name (Adipose) leiten sich von der irrtümlichen Annahme ab, sie bestehe aus Fett. Fettflossen treten in neun Ordnungen von Knochenfischen auf (Percopsiformes, Myctophiformes, Aulopiformes, Stomiiformes, Salmoniformes, Osmeriformes, Characiformes, Siluriformes, Argentiniformes), wobei ihre Größe sehr variabel ist und die Fläche der eigentlichen Rückenflosse teilweise überschreiten kann. Bei den Pazifischen Lachsen (Oncorynchus spp.) konnte ein Geschlechtsdimorphismus festgestellt werden, hier ist die Fettflosse bei den Männchen im Verhältnis zur Körperlänge größer als die der Weibchen und kann so als Unterscheidungsmerkmal zwischen den Geschlechtern dienen. Trotz ihres Auftretens bei unterschiedlichen Fischtaxa hat sie sich nicht mehrfach entwickelt, sondern gilt als Plesiomorphie.

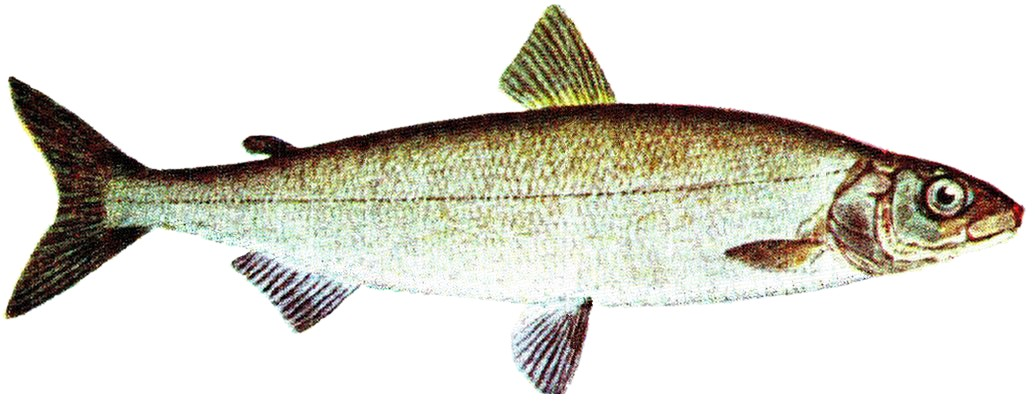
Ostseeschnäpel (Coregonus maraena) mit deutlich erkennbarer Fettflosse

Eine Vergleichsstudie aus dem Jahr 2013 beschäftigte sich mit der ontogenetischen (individuellen) Entwicklung der Fettflosse. Dabei stellte sich heraus, dass sich diese bei Natterers Sägesalmler (Pygocentrus nattereri; Characiformes) und dem Ostseeschnäpel (Coregonus maraena; Salmoniformes) auf zwei unterschiedliche Weisen entwickelt. Benannt nach den Ordnungen, aus der die beiden untersuchten Arten stammen, wird hier in die characiforme Entwicklung und die salmoniforme Entwicklung unterschieden. Beim salmoniformen Typ entwickelt sich die Fettflosse parallel mit den anderen unpaarigen Flossen aus dem larvalen Flossensaum. Im Vergleich dazu erfolgt die Entwicklung beim characiformen Typ später, hier bildet sich die Fettflosse erst, nachdem sich die anderen unpaarigen Flossen gebildet haben aus dem scheinbar fast vollständig reduzierten larvalen Flossensaum. Diese Entwicklungsform stellt sich damit auch der oft getätigten Aussage eines funktionslosen Überbleibsels entgegen.
Über die Funktion der Fettflosse herrscht Uneinigkeit, in letzter Zeit werden (für Salmoniden) verstärkt hydrodynamische und strömungssensorische Funktionen diskutiert.